# Lärarstiftelsen
Lärarstiftelsen är en svensk stiftelse med fokus på utbildningssektorn, särskilt inriktad på stöd och utveckling för lärare. Stiftelsen grundades 1967 med syftet att förvalta tillgångar från Sveriges allmänna folkskollärareförening (SAF). SAF organisation som har sina rötter i skolutveckling och lärarprofessionen sedan 1880. Lärarstiftelsen arbetar för att främja pedagogisk innovation, professionell utveckling för lärare och pedagogisk forskning.
Lärarstiftelsen har grundat sajten Lärare & Forskning som vänder sig lärare och förskollärare, och fördjupar sig i forskningsresultat som rör skola och utbildning. 
Lärarstiftelsen delar ut Stora läspriset. Stora läspriset riktar sig till läsfrämjande insatser och kommer att delas ut fyra olika kategorier. Prissumman är på 150 000 kr.   
Lärarstiftelsen förvaltar Sveriges allmänna folkskollärareförenings tillgångar. Den äger c:a 1 500 illustrationer i original (teckningar, akvareller och målningar). Illustrationerna, som finns i Lärarstiftelsens ägo, har reproducerats i Sagabiblioteket och andra publikationer utgivna av Svensk Lärare-tidnings förlag under slutet av 1800-talet och 1900-talets första hälft. Bland illustratörerna finns många av dåtidens mest namnkunniga konstnärer, som Elsa Beskow och Albert Engström.  
Lärarstiftelsens illustrationssamling har digitaliserats och finns att söka i hos TAM arkiv